# Cameraria castaneaeella
Cameraria castaneaeella är en fjärilsart som först beskrevs av Victor Toucey Chambers 1875.  Cameraria castaneaeella ingår i släktet Cameraria och familjen styltmalar. Inga underarter finns listade i Catalogue of Life.